# Open Europese kampioenschappen powerlifting 2016
De Open Europese kampioenschappen powerlifting 2016 waren door de European Powerlifting Federation (EPF) georganiseerde kampioenschappen voor powerlifters. De 39e editie van de Europese kampioenschappen vond plaats in de Tsjechische stad Pilsen van 11 tot 14 mei 2016.

## Uitslagen

### Heren
| klasse  | Goud              | Zilver               | Brons               |
| ------- | ----------------- | -------------------- | ------------------- |
| -59 kg  | Dariusz Wszola    | Pawel Osmialowski    | Radu Raica          |
| -66 kg  | Antti Savolainen  | Mariusz Grotkowski   | Suradzh Chebotar    |
| -74 kg  | Sergei Gaishinetc | Mykola Barannik      | Hassan El Belghiti  |
| -83 kg  | Volodymyr Rysiyev | Oleksandr Lebediev   | Simone Sanasi       |
| -93 kg  | Sascha Stendebach | Anton Pravnik        | Julian Lysvand      |
| -105 kg | Stian Walgermo    | Sofiane Belkesir     | Kristoffer Eikeland |
| -120 kg | Oleksiy Rokochiy  | Tomas Sarik          | Jordy Snijders      |
| +120 kg | Andrey Konovalov  | Hans Magne Baardtvet | Volodymyr Svistunov |

### Dames
| klasse | Goud                | Zilver              | Brons                  |
| ------ | ------------------- | ------------------- | ---------------------- |
| -47 kg | Svetlana Saydasheva | Aigul Sitdikova     | Tetyana Shlopko        |
| -52 kg | Valentina Vermenyuk | Kateryna Klymenko   | Vanessa Martin         |
| -57 kg | Victoria Karlysheva | Ellie Steel         | Dina Batalova          |
| -63 kg | Olga Adamovich      | Antonietta Orsini   | Rosimery Lima          |
| -72 kg | Marte Elverum       | Ankie Timmers       | Antonina Marchenko     |
| -84 kg | Heidi Hille Arnesen | Yevheniia Tishakova | Charlotte Shotton-Gale |
| +84 kg | Elena Kucherenko    | Inna Orobets        | Brenda van der Meulen  |